# ニチファミ!
『ニチファミ!』は、フジテレビ系列（FNS）で2017年10月1日から2019年1月20日まで毎週日曜日のゴールデンタイム（JST）に放送されていた単発特別番組枠である。

## 概要
フジテレビは2017年10月改編で日曜日のゴールデンタイムの編成を見直し、その一部として本番組は開始した。開始当初は日曜日19:00 - 21:54での3時間枠で放送していた。日曜日のゴールデンタイムにおける特番枠は2016年9月に『日曜ファミリア』が打ち切られて以来1年ぶりで、3時間枠の放送は3月までの同番組以来1年半ぶりである。本番組は『日曜ファミリア』と同様に様々な特番を提供した。
『日曜ファミリア』などのOPタイトルは存在せず、番組冒頭に画面左上へタイトルが掲出された。同局の『金曜プレミアム』と同じであった。
本番組の立ち上げに伴い、視聴率の低迷により日曜19時台・20時台の『フルタチさん』と、日曜21時台の『21時台の連続ドラマ枠』は放送終了となった。また、2018年3月までは本番組にスポットニュース・天気予報枠『THE NEWSα Pick・あすの天気』を内包していた。
2018年1月改編において、同月28日より日曜19:00 - 19:57枠に『ジャンクSPORTS』（第2期）が編成されることになり、当番組枠は同月7日より19:57 - 21:54の2時間枠に短縮した。これにより、フジテレビの20時台の番組は全曜日を通じて19:57に統一された。2月11日放送分より前座番組『ジャンクSPORTS』の接続はステブレレスに変更した。ただし、企画によっては『ジャンクSPORTS』を休止して従来通り19時からの3時間枠として放送する場合もあった。逆に『ジャンクSPORTS』が3時間のスペシャル放送をする場合、当番組は休止していた。
2018年4月改編において、『THE NEWSα Pick・あすの天気』が終了したため本番組の一時中断は解消されたが、その代わりに末尾6分間がローカルセールス枠に転換されたため、21:48で飛び降りとなるネット局があった。
2018年10月14日からは19:57のフライングスタートが廃止されて、20:00開始となった。
2019年1月より20時枠にサイエンスバラエティ番組『でんじろうのTHE実験』、21時枠に『アオハル (青春) TV』と、当番組の時間枠を分割する形で編成し新番組の放送を開始となったため、同年1月20日をもって終了となったが、同年10月20日から番組タイトルを『日曜THEリアル!』に変更し、日曜20・21時台の2時間単発特別番組枠を復活させた。

## ネット局
| 放送対象地域   | 放送局                    | 系列           | 放送時間                                                                          | ネット状況                   |
| -------------- | ------------------------- | -------------- | --------------------------------------------------------------------------------- | ---------------------------- |
| 関東広域圏     | フジテレビ（CX）          | フジテレビ系列 | 日曜 19:00 - 21:54 ↓ 日曜 19:57 - 21:54 ↓ 日曜 20:00 - 21:54                      | 制作局                       |
| 北海道         | 北海道文化放送（uhb）     | フジテレビ系列 | 日曜 19:00 - 21:54 ↓ 日曜 19:57 - 21:54 ↓ 日曜 20:00 - 21:54                      | フルネット                   |
| 岩手県         | 岩手めんこいテレビ（mit） | フジテレビ系列 | 日曜 19:00 - 21:54 ↓ 日曜 19:57 - 21:54 ↓ 日曜 20:00 - 21:54                      | フルネット                   |
| 宮城県         | 仙台放送（OX）            | フジテレビ系列 | 日曜 19:00 - 21:54 ↓ 日曜 19:57 - 21:54 ↓ 日曜 20:00 - 21:54                      | フルネット                   |
| 秋田県         | 秋田テレビ（AKT）         | フジテレビ系列 | 日曜 19:00 - 21:54 ↓ 日曜 19:57 - 21:54 ↓ 日曜 20:00 - 21:54                      | フルネット                   |
| 山形県         | さくらんぼテレビ（SAY）   | フジテレビ系列 | 日曜 19:00 - 21:54 ↓ 日曜 19:57 - 21:54 ↓ 日曜 20:00 - 21:54                      | フルネット                   |
| 福島県         | 福島テレビ（FTV）         | フジテレビ系列 | 日曜 19:00 - 21:54 ↓ 日曜 19:57 - 21:54 ↓ 日曜 20:00 - 21:54                      | フルネット                   |
| 静岡県         | テレビ静岡（SUT）         | フジテレビ系列 | 日曜 19:00 - 21:54 ↓ 日曜 19:57 - 21:54 ↓ 日曜 20:00 - 21:54                      | フルネット                   |
| 石川県         | 石川テレビ（ITC）         | フジテレビ系列 | 日曜 19:00 - 21:54 ↓ 日曜 19:57 - 21:54 ↓ 日曜 20:00 - 21:54                      | フルネット                   |
| 福井県         | 福井テレビ（FTB）         | フジテレビ系列 | 日曜 19:00 - 21:54 ↓ 日曜 19:57 - 21:54 ↓ 日曜 20:00 - 21:54                      | フルネット                   |
| 近畿広域圏     | 関西テレビ（KTV）         | フジテレビ系列 | 日曜 19:00 - 21:54 ↓ 日曜 19:57 - 21:54 ↓ 日曜 20:00 - 21:54                      | フルネット                   |
| 島根県・鳥取県 | 山陰中央テレビ（TSK）     | フジテレビ系列 | 日曜 19:00 - 21:54 ↓ 日曜 19:57 - 21:54 ↓ 日曜 20:00 - 21:54                      | フルネット                   |
| 岡山県・香川県 | 岡山放送（OHK）           | フジテレビ系列 | 日曜 19:00 - 21:54 ↓ 日曜 19:57 - 21:54 ↓ 日曜 20:00 - 21:54                      | フルネット                   |
| 広島県         | テレビ新広島（tss）       | フジテレビ系列 | 日曜 19:00 - 21:54 ↓ 日曜 19:57 - 21:54 ↓ 日曜 20:00 - 21:54                      | フルネット                   |
| 愛媛県         | テレビ愛媛（EBC）         | フジテレビ系列 | 日曜 19:00 - 21:54 ↓ 日曜 19:57 - 21:54 ↓ 日曜 20:00 - 21:54                      | フルネット                   |
| 高知県         | 高知さんさんテレビ（KSS） | フジテレビ系列 | 日曜 19:00 - 21:54 ↓ 日曜 19:57 - 21:54 ↓ 日曜 20:00 - 21:54                      | フルネット                   |
| 福岡県         | テレビ西日本（TNC）       | フジテレビ系列 | 日曜 19:00 - 21:54 ↓ 日曜 19:57 - 21:54 ↓ 日曜 20:00 - 21:54                      | フルネット                   |
| 長崎県         | テレビ長崎（KTN）         | フジテレビ系列 | 日曜 19:00 - 21:54 ↓ 日曜 19:57 - 21:54 ↓ 日曜 20:00 - 21:54                      | フルネット                   |
| 熊本県         | テレビくまもと（TKU）     | フジテレビ系列 | 日曜 19:00 - 21:54 ↓ 日曜 19:57 - 21:54 ↓ 日曜 20:00 - 21:54                      | フルネット                   |
| 鹿児島県       | 鹿児島テレビ（KTS）       | フジテレビ系列 | 日曜 19:00 - 21:54 ↓ 日曜 19:57 - 21:54 ↓ 日曜 20:00 - 21:54                      | フルネット                   |
| 沖縄県         | 沖縄テレビ（OTV）         | フジテレビ系列 | 日曜 19:00 - 21:54 ↓ 日曜 19:57 - 21:54 ↓ 日曜 20:00 - 21:54                      | フルネット                   |
| 新潟県         | 新潟総合テレビ（NST）     | フジテレビ系列 | 日曜 19:00 - 21:54 ↓ 日曜 19:57 - 21:54 ↓ 日曜 19:57 - 21:48 ↓ 日曜 20:00 - 21:48 | 同時ネット （21:48飛び降り） |
| 長野県         | 長野放送（NBS）           | フジテレビ系列 | 日曜 19:00 - 21:54 ↓ 日曜 19:57 - 21:54 ↓ 日曜 19:57 - 21:48 ↓ 日曜 20:00 - 21:48 | 同時ネット （21:48飛び降り） |
| 富山県         | 富山テレビ（BBT）         | フジテレビ系列 | 日曜 19:00 - 21:54 ↓ 日曜 19:57 - 21:54 ↓ 日曜 19:57 - 21:48 ↓ 日曜 20:00 - 21:48 | 同時ネット （21:48飛び降り） |
| 中京広域圏     | 東海テレビ（THK）         | フジテレビ系列 | 日曜 19:00 - 21:54 ↓ 日曜 19:57 - 21:54 ↓ 日曜 19:57 - 21:48 ↓ 日曜 20:00 - 21:48 | 同時ネット （21:48飛び降り） |
| 佐賀県         | サガテレビ（STS）         | フジテレビ系列 | 日曜 19:00 - 21:54 ↓ 日曜 19:57 - 21:54 ↓ 日曜 19:57 - 21:48 ↓ 日曜 20:00 - 21:48 | 同時ネット （21:48飛び降り） |

### 備考
- 2018年4月からは番組終盤の21:48 - 21:54はローカルセールス枠に転換されたため、フジテレビ以外の通常時フルネット局では局の編成の都合により各局のミニ番組や臨時のニュース（都道府県知事選挙の開票速報）等を放送する関係で臨時に21:48に飛び降りる場合があった一方、通常時同時ネット局でも臨時にフルネットで放送される場合があった。

## 放送内容

### 2017年
| 通算回数 | 放送回数 | 放送日   | 放送番組                                                                   | 主な出演者                                                                  | アナウンサー                                           | 備考                                                                         | 視聴率 |
| -------- | -------- | -------- | -------------------------------------------------------------------------- | --------------------------------------------------------------------------- | ------------------------------------------------------ | ---------------------------------------------------------------------------- | ------ |
| 1        | 1        | 10月1日  | 逮捕の瞬間!警察24時                                                        | 全国の警察官たち                                                            | 屋良有作（ナレーション）                               | 初回 途中で「ユアタイム クイック・あすの天気」を挿入                         | 9.3%   |
| 2        | 2        | 10月15日 | RIZIN FIGHTING WORLD GRAND-PRIX 2017                                       | おのののか 朝比奈彩 高田延彦 高阪剛 藤井惠 格闘家多数                       | 鈴木芳彦（フジテレビ） 田淵裕章（フジテレビ）          | 一部生放送 初のデータ放送 ここから途中で「THE NEWSα Pick・あすの天気」を挿入 | 7.1%   |
| 3        | 3        | 11月5日  | 加藤浩次vs政治家〜政治のオモシロイところ集めました〜                       | 加藤浩次 政治家多数                                                         | 生野陽子（フジテレビ）                                 |                                                                              |        |
| 4        | 4        | 11月12日 | 三宅裕司と春風亭昇太のサンキュー歌謡曲一座〜ナウなピースでこまっちゃうナ〜 | 三宅裕司 春風亭昇太                                                         |                                                        |                                                                              | 6.8%   |
| 5        | 5        | 11月19日 | 仰天!こんなトコあったんだ!?世界の動物園&水族館ベスト10                     | 陣内智則ほか                                                                | 永島優美（フジテレビ）                                 |                                                                              |        |
| 6        | 6        | 11月26日 | 中居正広のプロ野球珍プレー好プレー大賞2017                                 | 中居正広 山崎弘也 みのもんた 徳光和夫 サンシャイン池崎 日本プロ野球選手多数 | 宮司愛海（フジテレビ）                                 |                                                                              | 11.0%  |
| 7        | 7        | 12月3日  | 逮捕の瞬間!警察24時                                                        | 全国の警察官たち                                                            | 屋良有作（ナレーション）                               |                                                                              |        |
| 8        | 8        | 12月10日 | 命の最前線!!救急救命24時〜巨大総合病院 終わりなき闘い〜                    | 北里大学病院 救命救急センターの皆さん                                       | 高川裕也 梅津弥英子（フジテレビ） （両者ナレーション） | 3時間枠最終回                                                                |        |

### 2018年
| 通算回数 | 放送回数 | 放送日   | 放送番組                                                           | 主な出演者 | アナウンサー                                                                              | 備考 | 視聴率 |
| -------- | -------- | -------- | ------------------------------------------------------------------ | --- | ----------------------------------------------------------------------------------------- | --- | ------ |
| 9        | 1        | 1月7日   | 池上彰緊急スペシャル!18 なぜ世界から核兵器が なくならないのか?     | 池上彰 高島彩 |                                                                                           | 枠縮小後初回だが、27分繰り上げ・57分拡大（19:30 - 22:24） |        |
| 10       | 2        | 1月14日  | 平成教育委員会2018入試問題やりません!落第生だらけの みになる勉強SP | 北野武 高島彩 |                                                                                           | 19:00 - 21:54 データ放送 |        |
| 11       | 3        | 1月21日  | 発見!ニッポンの肉2018〜最新&最強の激ウマ大捜査SP〜                 | アキラ100% ギャル曽根 吉村崇 西岡徳馬 | 木村匡也（ナレーション）                                                                  | 19:00 - 21:54 |        |
| 12       | 4        | 2月11日  | 凶暴害獣vs職人の技 ゲキタイレンジャー                              | オードリー 指原莉乃 |                                                                                           | 枠移動後初の通常編成 |        |
| 13       | 5        | 2月18日  | 空き家つぶします                                                   | 高橋英樹 高橋真麻 タカアンドトシ | 久代萌美（フジテレビ） 銀河万丈（ナレーション）                                           | |        |
| 14       | 6        | 2月25日  | 無念を晴らせ!密着交通事故鑑定人                                    | 綾田成樹 熊谷宗徳 西原満 |                                                                                           | |        |
| 15       | 7        | 3月4日   | 世界スプリントスピードスケート選手権2018                           | 加藤綾子 三宮恵利子 | 奥寺健（フジテレビ） 倉田大誠（フジテレビ）                                               | | 6.0%   |
| 16       | 8        | 3月11日  | 今夜解禁!開かずの扉〜超カギ開け師が眠れるお宝発掘SP〜              | ビビる大木 荻原次晴 原田龍二 遼河はるひ | バッキー木場（ナレーション）                                                              | |        |
| 17       | 9        | 3月18日  | サイエンスミステリー13                                             | 所ジョージ |                                                                                           | |        |
| 18       | 10       | 3月25日  | タラレバダイエット 私、やせたらイケるはず!                         | 斉藤慎二 田村淳 体操コーチ ダイエット企画参加者の女性 | 佐野瑞樹（フジテレビ）                                                                    | 19:00 - 21:54 |        |
| 19       | 11       | 4月8日   | 超絶気持ちいい瞬間ベスト50                                         | カンニング竹山 山崎弘也 | 佐野瑞樹（フジテレビ） 大塚芳忠（ナレーション）                                           | 19:00 - 21:54 |        |
| 20       | 12       | 4月22日  | ニッポングルメ番付2018                                             | 片平なぎさ 千鳥 渡辺直美 長野博 |                                                                                           | | 5.8%   |
| 21       | 13       | 4月29日  | 池上彰緊急スペシャル!19（第1部）                                   | 池上彰 |                                                                                           | 19:00 - 21:54 |        |
| 22       | 14       | 5月6日   | RIZIN.10                                                           | 高田延彦 おのののか 朝比奈彩 ケンドーコバヤシ 格闘家多数 | 鈴木芳彦（フジテレビ） 田淵裕章（フジテレビ） 小穴浩司（フジテレビ） 矢野武（ボイスオン） | データ放送 | 6.1%   |
| 23       | 15       | 5月13日  | 戦闘中〜超人サバイバル大決戦〜                                     | 春日俊彰 |                                                                                           | 19:00 - 21:54 データ放送 |        |
| 24       | 16       | 5月20日  | タカトシ温水の秘境路線バスで!                                      | タカアンドトシ 温水洋一 |                                                                                           | |        |
| 25       | 17       | 5月27日  | 仰天!!知られざる日本のスゴイ掃除100連発                            | |                                                                                           | |        |
| 26       | 18       | 6月3日   | 5分で疑問が解決TV!ソレなら5分で出来ますよ。                        | タカアンドトシ |                                                                                           | |        |
| 27       | 19       | 6月24日  | 名医20人があなたの健康法を徹底議論!!ザ・ドクタージャッジ           | 堀潤 近藤春菜（ハリセンボン） | 三田友梨佳（フジテレビ）                                                                  | 19:00 - 21:54 |        |
| 28       | 20       | 7月1日   | トラブルSOS最凶サギ師VS熱血弁護士徹底追跡SP                        | |                                                                                           | |        |
| 29       | 21       | 7月15日  | 世界動物ゲキレアハンター                                           | 梅沢富美男 的場浩司 夏菜 鈴木福 |                                                                                           | |        |
| 30       | 22       | 7月22日  | 特捜!激撮!張り込みマネースコープ                                   | |                                                                                           | |        |
| 31       | 23       | 7月29日  | RIZIN.11                                                           | 高田延彦 おのののか 朝比奈彩 関根勤 格闘家多数 | 鈴木芳彦（フジテレビ） 田淵裕章（フジテレビ） 小穴浩司（フジテレビ） 矢野武（ボイスオン） | | 6.0%   |
| 32       | 24       | 8月5日   | 人気芸能人にイタズラ! 仰天ハプニング100連発                        | バナナマン 池田美優 井戸田潤（スピードワゴン） 井森美幸 カンニング竹山 小峠英二（バイきんぐ） |                                                                                           | 19:00 - 21:54 |        |
| 33       | 25       | 8月19日  | 密着!バスタ新宿でワケあり旅人に便乗してみました                    | サンドウィッチマン 柳原可奈子 船越英一郎 長嶋一茂 |                                                                                           | この回から副音声での解説放送を実施。 |        |
| 34       | 26       | 8月26日  | 逮捕の瞬間!警察24時 平成の名物刑事 伝説の事件簿一挙大公開SP        | 全国の警察官たち | 屋良有作（ナレーション）                                                                  | 19:00 - 21:54 |        |
| 35       | 27       | 9月2日   | 逃走中〜上野アメ横妖怪伝説〜                                       | 池田美優 えなこ 岡副麻希 木下ほうか 鬼龍院翔（ゴールデンボンバー） 久保田かずのぶ（とろサーモン） 真珠・野沢オークライヤー 須田亜香里（SKE48） 高橋茂雄（サバンナ） 田中卓志（アンガールズ） 樽美酒研二（ゴールデンボンバー） HIKAKIN ひょっこりはん 松島聡（Sexy Zone） 宮田俊哉（Kis-My-Ft2） 森崎ウィン | マーク・大喜多（ナレーション）                                                            | |        |
| 36       | 28       | 9月16日  | 超絶気持ちいい瞬間                                                 | 劇団ひとり 山崎弘也 北斗晶 ギャル曽根 ダレノガレ明美 | 佐野瑞樹（フジテレビ） 大塚芳忠（ナレーション）                                           | |        |
| 37       | 29       | 9月30日  | RIZIN.13                                                           | 高田延彦 朝比奈彩 おのののか 関根勤 勝俣州和 長嶋一茂 福田充徳（チュートリアル） ケンドーコバヤシ 格闘家多数 |                                                                                           | この放送は通常時21:48飛び降り局は20:02に飛び乗り放送となる。 19:57 - 20:02には「台風24号」情報を放送 当初は生放送を予定していたが、台風24号の接近に伴う本大会の日程変更のため同日の日中での開催となり、本番組では録画放送に変更された。 この回まで19:57スタート。 | 6.7%   |
| 38       | 30       | 10月14日 | 逮捕の瞬間!警察24時 2018秋                                         | 全国の警察官たち | 屋良有作（ナレーション）                                                                  | この回より20:00スタート。 |        |
| 39       | 31       | 10月21日 | 平成教育委員会2018秋 大人も驚く!小学生が学ぶ最新ニッポンSP         | 北野武 高島彩 |                                                                                           | |        |
| 40       | 32       | 11月4日  | 空き家、つぶします〜ワケあり物件VS予約殺到の解体名人〜             | タカアンドトシ 榊原郁恵 中城康彦（明海大学不動産学部） | 久代萌美（フジテレビ）                                                                    | |        |
| 41       | 33       | 11月18日 | 門外不出!（秘）映像借りました                                      | 山里亮太（南海キャンディーズ） | 堤礼実（フジテレビ）                                                                      | |        |
| 42       | 34       | 11月25日 | 密着!日本全国バスターミナルでワケあり旅人に便乗してみました        | サンドウィッチマン 長嶋一茂 柳原可奈子 岡井千聖（℃-ute） 石川恋 中村静香 |                                                                                           | 通常編成最後 |        |
| 43       | 35       | 12月2日  | 命の最前線!!救命救急24時シーズン2〜巨大病院 終わりなき闘い〜       | 全国の救命医や看護師たち | 高川裕也（ナレーター）                                                                    | 19:00 - 21:54 |        |
| 44       | 36       | 12月16日 | 劇場版 ドラゴンボールZ 復活の「F」                                 | 野沢雅子 鶴ひろみ 堀川りょう 草尾毅 田中真弓 中尾隆聖 ももいろクローバーZ |                                                                                           | 最終回 データ放送 | 5.4%   |

## 備考

### 2017年
- 10月8日は『レストランバスで行く!大自然丸かじりツアー 〜ニッポン農業の魅力再発見〜』（19:00 - 20:54）および『衝撃スクープSP 金正男暗殺の真相 ～北朝鮮・史上最大の兄弟ゲンカ全記録～』（21:00 - 23:09）を放送のため休止。通常時本番組内包の『THE NEWSα Pick・あすの天気』は臨時に単独番組扱いで20:54 - 21:00に放送。
- 10月22日は『マイナビスペシャル 村田諒太VSアッサン・エンダム2』（19:00 - 21:30）および『FNN選挙特番 ニッポンの決断!2017』（21:30 - 翌1:55）を放送のため休止。
- 10月29日は『SMBC日本シリーズ・第2戦 福岡ソフトバンク×横浜DeNA』（福岡 ヤフオク!ドーム、18:30 - 22:38、50分延長）のため休止。通常時本番組内包の『THE NEWSα Pick・あすの天気』は臨時に単独番組扱いで22:38 - 22:44（当初予定より50分繰り下げ）に放送。
- 12月17日 - 12月31日は年末編成のため休止。

### 2018年
- 1月28日は『ジャンクSPORTS』復活3時間SP（19:00 - 21:54）のため休止。
- 2月4日は『ボクシング 比嘉大吾・沖縄凱旋15連続KO日本記録なるか! 見どころ』（19:57 - 20:00）および『ボクシング全保連スペシャル比嘉大吾・沖縄凱旋15連続KO日本記録なるか!』（20:00 - 21:00）[注 13]および『Mr.サンデー拡大スペシャル』（フジテレビ・関西テレビ共同制作、21:00 - 23:09、通常より60分繰り上げ・54分拡大）のため、休止。
- 3月4日は当初放送予定だった「特捜!最強FBI緊急捜査 日本未解決事件を追う!」を4月11日（水曜日）21:00 - 22:48に本枠外で振り替えて[注 14]、『世界スプリントスピードスケート選手権2018』を放送した。
- 4月1日は『ジャンクSPORTS』3時間SP（19:00 - 21:54）のため休止。
- 4月15日は『WBC世界フライ級タイトルマッチ 比嘉大吾VSクリストファー・ロサレス』および『WBA世界ミドル級タイトルマッチ 村田諒太VSエマヌエーレ・プランダムラ』中継（19:57 - 22:00）のため休止。
- 6月10日は『ジャンクSPORTS W杯開幕直前SP』（19:57 - 21:48、この日の同番組の通常放送とは別枠で放送）および『まだまだジャンクSPORTS W杯開幕直前SP』（21:48 - 21:54・一部地域を除く）のため、休止。
- 6月17日は『2018 FIFAワールドカップ ロシア・E組 コスタリカ×セルビア まもなくキックオフ』（19:57 - 20:40）および『2018 FIFAワールドカップ ロシア・E組 コスタリカ×セルビア』（20:40 - 23:10）のため休止。
- 7月8日は『2018 FIFAワールドカップ ロシア 最強サッカー番付 いよいよベスト4』（19:57 - 21:48）および『大谷翔平メジャーリーグ名プレー番付』（21:48 - 21:54・一部地域を除く）のため、休止。
- 8月12日は『Mr.サンデー拡大SP・第1部』（19:57 - 22:00[注 15]）のため休止。
- 9月9日は『FNS27時間テレビ にほん人は何を食べてきたのか?』（前日18:30 - 当日21:54）のため休止。
- 9月23日は『ジャンクSPORTS』3時間SP（19:00 - 21:54）のため休止。
- 10月7日は『ワールドボクシング・スーパーシリーズ バンタム級トーナメント 井上尚弥VSフアンカルロス・パヤノ』（第1部…20:00 - 21:04、第2部…21:04 - 21:54）のため休止。
- 10月28日は『プロ野球・SMBC日本シリーズ2018第2戦「広島東洋カープ×福岡ソフトバンクホークス」』中継（18:30 - 21:54）のため休止。
- 11月11日は『2018日米野球・第3戦』中継（19:00 - 22:14、当初予定より20分延長）のため休止。
- 12月9日は『Cygames THE MANZAI 2018 プレミアマスターズ』（19:00 - 22:24）のため休止。